# K.u.k. Marinesektion
Die kaiserliche und königliche Marinesektion, bis 1889 wie das Heer ab 1867 fälschlich als k.k., dann erst als k.u.k. bezeichnet, war eine Abteilung des Kriegsministeriums im Kaisertum Österreich und ab 1867 in Österreich-Ungarn. Sie war verantwortlich für die Belange der Kriegsmarine. Sie bestand aus dem Verwaltungszweig in Wien, dem nachgeordneten Flottenkommando in Pola, dem größten Kriegshafen bzw. Flottenstützpunkt der Marine, und weiteren Dienststellen im In- und Ausland.
Der von der Marine erstrebten Wiedererrichtung eines eigenen Marineministeriums (es hatte mit Friedrich Moritz von Burger als Minister nur 1862–1865 bestanden, damals für Kriegs- und Handelsmarine zuständig) stand der österreichisch-ungarische Ausgleich von 1867 im Wege, der nur drei gemeinsame, für die ganze Doppelmonarchie zuständige Ministerien vorsah. Die Politiker Ungarns wollten kein viertes gemeinsames Ministerium bzw. hätten als Bedingung gestellt, dann zwei der vier gemeinsamen Ministerien in Budapest einzurichten, was die österreichische Regierung ablehnte.
Die Marineangelegenheiten mussten daher weiterhin im Kriegsministerium verwaltet werden; die Marinesektion war allerdings wie zuvor das kurzlebige Marineministerium bis zum Ende der Monarchie räumlich getrennt untergebracht. (Sektion ist der in Österreich bis heute übliche Begriff für Organisationseinheiten eines Ministeriums, die dem Minister direkt unterstehen.)

## Chefs der Marinesektion und Marinekommandanten
Vor der Errichtung der Doppelmonarchie 1867 waren in leitender Funktion tätig:
- Erzherzog Ferdinand Max, 1854–1860 Marinekommandant; 1860–1864 Sektionschef – er musste die Funktion wegen der Annahme der Krone Mexikos (10. April 1864) zurücklegen.
- Ludwig von Fautz, 1860–1865 Marinekommandant, von Juli 1865 (mit der Abschaffung des Marineministeriums) bis März 1868 Sektionschef.[2]

In der Doppelmonarchie wurden die beiden Funktionen bis 8. Februar 1917 in Personalunion besetzt. Der Sektionschef fungierte als Stellvertreter des (Reichs-)Kriegsministers in Marineangelegenheiten und hatte das Recht, der österreichischen und der ungarischen Delegation (des jeweiligen Parlaments), die gleichzeitig in derselben Stadt (Wien oder Budapest), aber in getrennten Sitzungen über den Budgetvoranschlag für die k.u.k. Marine zu entscheiden hatten, direkt vorzutragen und von Delegierten gestellte Anfragen zu beantworten.
- Wilhelm von Tegetthoff, Vizeadmiral,  März 1868–† 7. April 1871, (1865–1871 Marinekommandant)
- Friedrich von Pöck, Vizeadmiral, 26. April 1871 – 20. November 1883
- Maximilian von Sterneck, Admiral, 20. November 1883–† 5. Dezember 1897
- Hermann von Spaun, Admiral, 5. Dezember 1897 – 1. November 1904
- Rudolf von Montecuccoli, Admiral, 1. November 1904 – 24. Februar 1913
- Anton Haus, Großadmiral, 24. Februar 1913–† 8. Februar 1917
  - Sektionschef: Karl Kailer von Kaltenfels, Vizeadmiral, 8. Februar–† 28. April 1917
- Marinekommandant: Maximilian Njegovan, Admiral, 8. Februar 1917 – 1. März 1918, Sektionschef 28. April 1917 – 1. März 1918[4]
  - Sektionschef: Franz von Holub, Vizeadmiral, 1. März–11. November 1918 (Das Ministerium war nach dem Austritt Ungarns aus der Realunion mit Österreich per 31. Oktober 1918 kein gemeinsames mehr und verfügte nach der vom Kaiser am 30. Oktober angeordneten, von Marinekommandant Horthy am 31. Oktober vorgenommenen Übergabe der Flotte an den südslawischen Nationalrat über keine Marine mehr.)
- Marinekommandant: Miklós Horthy, Vizeadmiral, 1. März–31. Oktober 1918

## Sitz der k.u.k. Marinesektion

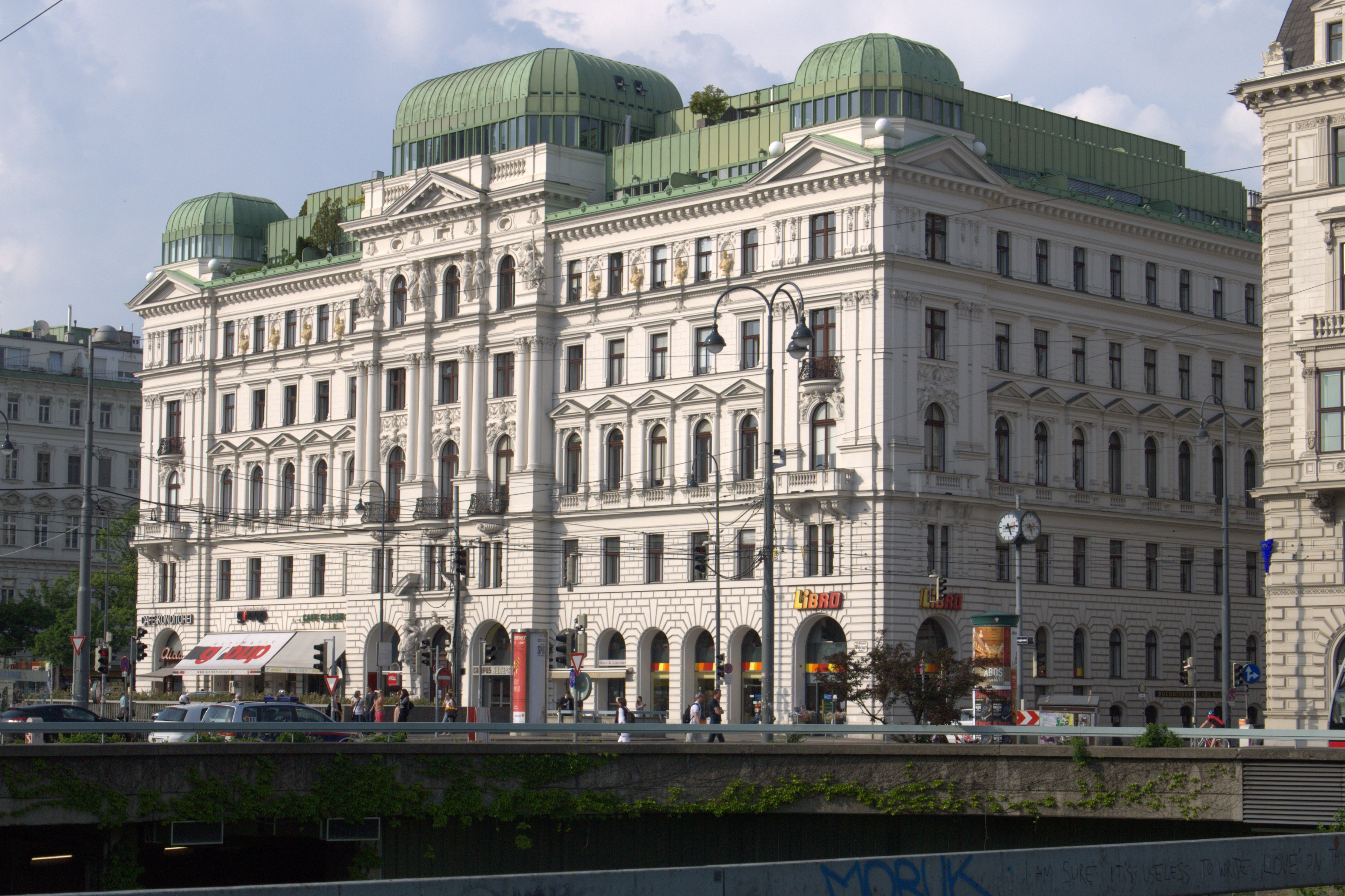
Büro- und Wohnhaus Maximilianhof an der Währinger Straße, 1887 bis 1908 Sitz der Marinesektion.

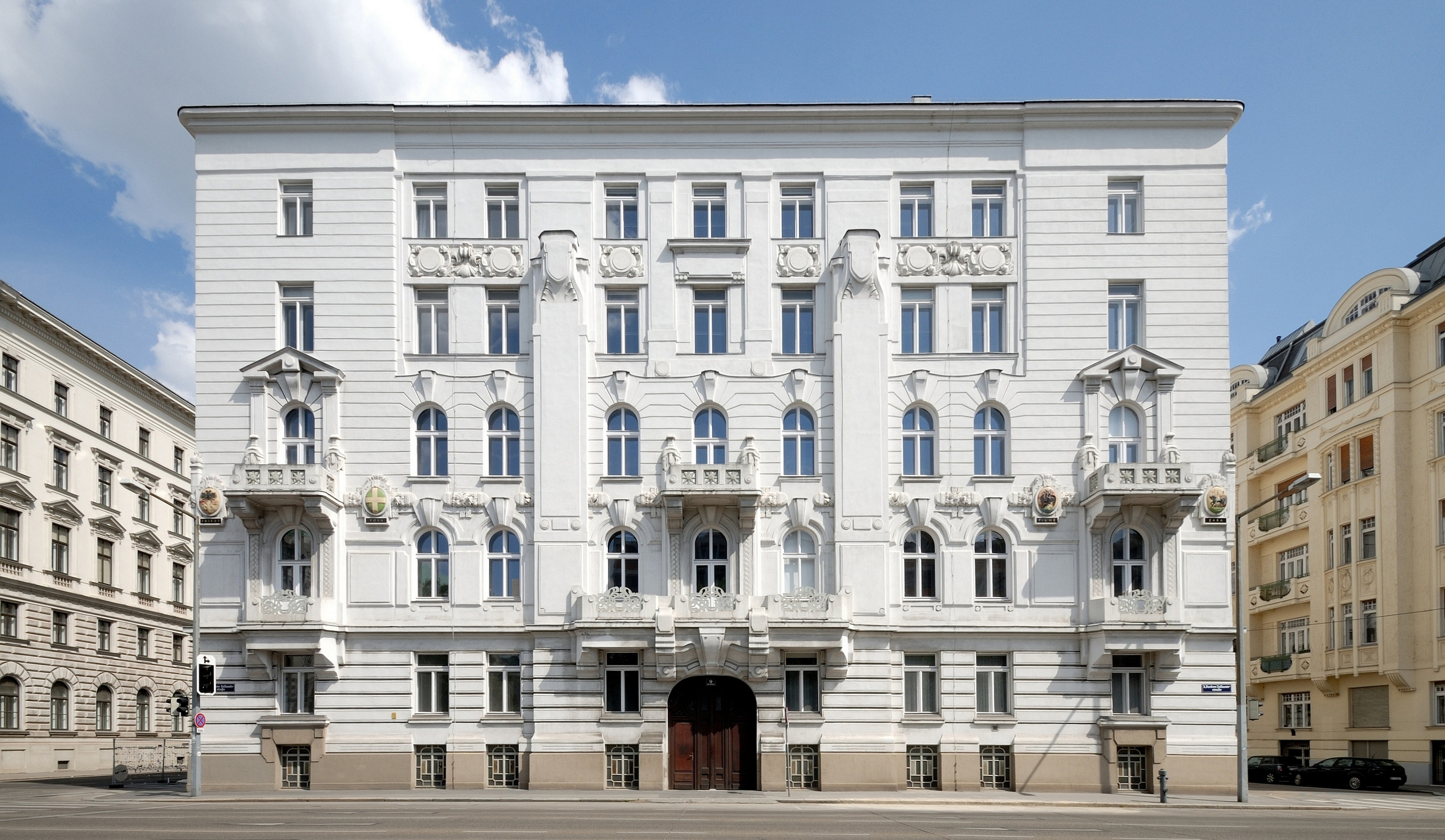
Amtsgebäude Vordere Zollamtsstraße 9, seit 1908 Sitz der Marinesektion. An der Fassade zwischen 1. und 2. Stock Wappen österreichischer Hafenstädte in Farbe

Die Marine-Sektion war nach Lehmanns Wiener Adressbuch (z. B. 1868 und 1871) wie zuvor das 1862–1865 amtierende k.k. Ministerium der Marine (siehe oben) im 1. Bezirk in der Schenkenstraße 14 (hinter dem damals noch nicht bestehenden Neubau des Burgtheaters) untergebracht, von 1874 an in der Doblhoffgasse 7 hinter dem 1874–1883 errichteten Reichsratsgebäude. 1887 wurde die Marinesektion in den Maximilianhof an der Adresse 9., Währinger Straße 6 und 8, gegenüber der Votivkirche, übersiedelt. 
1908 bezog die Marinesektion einen Neubau in der Vorderen Zollamtsstraße 9 im 3. Wiener Gemeindebezirk Landstraße. Von hier aus wurden in den letzten zehn Jahren Österreich-Ungarns alle administrativen Angelegenheiten der k. u. k. Kriegsmarine erledigt. 
Am 12. November 1918 wurde die k.u.k. Marinesektion zusammen mit dem gesamten Kriegsministerium vom neuen Staat Deutschösterreich für aufgelöst erklärt und als Liquidierendes Kriegsministerium unter der Aufsicht des deutschösterreichischen Staatsamtes für das Heerwesen  weitergeführt. Dies betraf auch die liquidierende Marinesektion, die noch einige Zeit in ihrem Gebäude tätig war, um Personal- und Sachangelegenheiten der nicht mehr bestehenden k.u.k. Marine zu bearbeiten.

## Ämter und Kommanden in Wien
Die folgenden Strukturdaten beziehen sich auf den Stand vom Sommer 1914 unmittelbar vor Beginn des Ersten Weltkriegs.

### Kriegsministerium, Marinesektion
(Wien III. Bezirk, Marxergasse 2, entspricht der heutigen Adresse Vordere Zollamtsstraße 9)
Marinekommandant und Chef des Kriegsministeriums, Marinesektion
- Admiral Anton Haus

Ordonnanzoffizier: Unbesetzt
Stellvertreter des Marinekommandanten
- Kontreadmiral  Karl Kailer von Kaltenfels

Adjutant: Linienschiffsleutnant Franz Hild von Galanta
- Zugeteilter Flaggenoffizier:

Kontreadmiral  Franz Ritter von Keil
Personaladjutant: Linienschiffsleutnant Alfred Liebler von Asselt
 Präsidialkanzlei
Vorstand: Linienschiffskapitän Viktor Wickerhauser
Personalien der aktiven Flaggen- und Stabsoffiziere, Orden und Auszeichnungen, handelspolitische Tätigkeit, Marineattachés, militärischer Dienst und Disziplin im Allgemeinen, Reglements und Instruktionen, Ausbildung der Offiziere und Mannschaft, In- und Außerdienststellung der Schiffe, Systemisierung der Bemannungsstände, Marineschulen, hydrographisches Wesen, Verfassung von Statuten und organischen Vorschriften, Preßangelegenheiten
Operationskanzlei
Vorstand: Linienschiffskapitän Alfred Cicoli
Mobilisierung, Operationen der Flotte, Indienststellungsprogramme, Instruktionen für Befehlshaber zur See, Übungen der Eskader, Seetaktik, Signalwesen, Telegraphie, Ausrüstung der Flotte, Küstenbeschreibung, Flottenevidenz, Archiv, Geschichte
I. Geschäftsgruppe
Vorstand: Linienschiffskapitän Ottokar Schubert
1. Abteilung
Vorstand: Fregattenkapitän Benno von Millenkovich
Personalien aller im Gagenbezuge stehenden Personen (ausgenommen Flaggen-, Stabs- und Stabsoberoffiziere), Personalevidenz, Standesevidenz, Redaktion der Rang- und Einteilungslisten und des Personalverordnungsblattes, Adjustierung
2. Abteilung
Vorstand und zugleich Kanzleidirektor: Korvettenkapitän Moritz Bauer
Mannschaftsergänzung und Personalien, Stipendien für Söhne von Marineangehörigen des Mannschaftsstandes
3. Abteilung
Vorstand: Marine-Ober-Kommissär 1. Klasse Franz Lovisoni

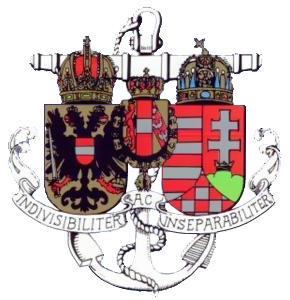
Wappen der k.u.k. Marine 1915–1918

Approvisionierung und Bekleidung, Proviant und Material für Krankenpflege, Eisenbahn- und Dampfschiffangelegenheiten in ökonomisch-administrativer Beziehung, Gebührenwesen, Unterstützungen und Remunerationen, Invalidenwesen, Pensionen, Provisionen, Gnadengaben, Abfertigungen, alle Stiftungsangelegenheiten
II. Geschäftsgruppe
Vorstand: Linienschiffskapitän Franz Teichgräber
4. Abteilung
Vorstand: Linienschiffskapitän Franz Lauffer
Technisches Wesen, Schiffbau, Maschinenbau, Artillerie, waffen- und elektrotechnisches Ressort, Beschaffung von Geschützen, Munition, Waffen, Torpedos, Minen, Beleuchtungsapparaten
5. Abteilung
Vorstand: Land- und Wasserbau-Oberingenieur 1. Klasse Alfred Januš
Land- und Wasserbauten, Instandhaltung, Ameliorationen und Adaptierung der Marinegebäude
6. Abteilung
Vorstand: Marine-Ober-Kommissär 1. Klasse Karl Paur
Prüfen der Budgetvorlagen der Abteilungen 4 und 5, administratives Ressort für das gesamte technische Wesen, Arsenalkontrakte, Lizitationsauschreibungen, Verhandlungen wegen Ankauf oder Verkauf von Waffen etc.
7. Abteilung
Vorstand: Generalauditor Leopold Veigl
Justizwesen, seerechtliche Angelegenheiten, Heiratskautionsangelegenheiten
8. Abteilung
Vorstand: Marinegeneralkommissär Wenzel Jiřik
Kontroll-, Verrechnungs-, Verbuchungs- und Kassenwesen, Verfassung des Budgets, Dotierung der Marinekassen, Refundierungs- und Steuerangelegenheiten
9. Abteilung
Vorstand: Marine-Generalstabsarzt Martin Wolf
Marinesanitätswesen, Sanitätsberichte

### Materialkontrollamt zu Wien
- Vorstand:

Kontreadmiral Erwin Raisp Edler von Caliga
Marine-Ober-Kommissär 1. Klasse Emil Baader

### Marinezentralarchiv zu Wien
- Vorstand:

Linienschiffskapitän Gustav Dassenbacher

## Ämter und Kommanden in Pola
Die folgenden Strukturdaten beziehen sich auf den Stand vom Sommer 1914 unmittelbar vor Beginn des Ersten Weltkriegs.

### Hafenadmiralat zu Pola
Hafenadmiral und Kriegshafenkommandant:
- Viceadmiral Eugen Ritter von Chmelarž

Adlatus des Hafenadmirals: Konteradmiral Gottfried Freiherr von Meyern-Hohenberg
Personaladjutant des Hafenadmirals: Fregattenleutnant Heinrich Fontaine von Felsenbrunn
Militärabteilung
Vorstand: Linienschiffskapitän Dragutin von Prica
Mobilisierungsabteilung
Vorstand: Korvettenkapitän Wenzel Milfait
Telegraphenbureau
Vorstand: Korvettenkapitän Alfred Wilhelm
Sanitätsabteilung
Vorstand: Marine-Oberstabsarzt 1. Klasse Jarolav Okunieski
Ökonomisch-administrative Abteilung
Vorstand: Marine-Oberkommissionär 1. Klasse Karl Graf
Justizreferent und Militäranwalt: Oberstleutnant-Auditor Maximilian Neumayer
Marinezahlamt
Zahlmeister: Marine-Oberkommissionär 3. Klasse Julius Sigharter
Matrosenkorps zu Pola
- Kommandant: Linienschiffskapitän Kamillo Teuschl
- Kommandant des I. Matrosendepots: Fregattenkapitän Franz Budik
- Kommandant des II. Matrosendepots: Fregattenkapitän August Brühl
- Kommandant des III. Matrosendepots: Korvettenkapitän Karl Stahlberger
- Kommandant des Matrosendetachements zu Triest: Linienschiffsleutnant Max Honsell

Maschinenschule zu Pola
- Kommandant: Linienschiffskapitän Alois Schusterschitz

Marine-Volks- und -Bürgerschule für Knaben zu Pola
- Direktor: Alois Kofjatsch

Marine-Volks- und -Bürgerschule für Mädchen zu Pola
- Direktor: Wenzel Fucke

Hydrographisches Amt zu Pola
- Direktor: Linienschiffskapitän Wilhelm von Kesslitz

Vorstand der Sternwarte: Fregattenkapitän Cäsar Arbesser von Rastburg
Vorstand der Abteilung für Geophysik: Korvettenkapitän Theodor Haas von Kattenburg
Vorstand des Instrumentendepots: Korvettenkapitän Emil Müller
Vorstand des Seekartendepots: Linienschiffskapitän Hugo Kuschel
Marinespital zu Pola
- Kommandant: Marine-Oberstabsarzt 1. Klasse Georg Kugler
- Sanitätsabteilungs-Kommandant: Linienschiffsleutnant Karl Jirku

Marineproviantamt zu Pola
- Vorstand: Linienschiffskapitän Johann Freiherr von Hauser

Marinebekleidungsamt zu Pola
- Leiter: Fregattenkapitän Fidelis Zeschko

Marinegefangenhaus zu Pola
- Kommandant: Korvettenkapitän Karl Trevani

### Seearsenalskommando zu Pola
- Arsenals-Kommandant: Viceadmiral Paul Fiedler
- Stellvertretender Arsenals-Kommandant: Kontreadmiral Alexander Hansa

Adjutant: Linienschiffsleutnant Heinrich Freiherr von Levetzow
- Verwaltungsdirektor: Marine-Oberkommissär 1. Klasse Franz Roland
- Ausrüstungsdirektion: Fregattenkapitän Josef Debellich
- Hafendepot: Linienschiffsleutnant Johann Paulin
- Torpedobootsdirektion: Fregattenkapitän Theodor Edler von Gottstein
- Takeldirektion: Fregattenkapitän Alexander Dragojlov
- Arsenalskommission: Präses Korvettenkapitän Gustav Schwarz
- Schiffbaudirektion: Schiffbau-Oberingenieur 1. Klasse Theodor Novotny
- Maschinenbaudirektion: Maschinenbau-Oberingenieur 1. Klasse Hugo Herrmann
- Artilleriedirektion: Artillerie-Oberingenieur 1. Klasse Hugo Fiebinger
- Chemisches Laboratorium: Marine-Oberchemiker 2. Klasse Franz Aigner
- Marinemunitionsetablissement: Linienschiffskapitän Otto Balzar
- Hauptmagazin: Marine-Oberkommissär 3. Klasse Viktor Lehner
- Lehrlings- und Arbeiterschule: Schiffbau-Ingenieur 1. Klasse Rudolf Hermann

### Marine-Land- und -Wasserbauamt zu Pola
- Direktor: Generalmajor Franz Stejnar

### Marinetechnisches Komitee zu Pola
- Präses: Viceadmiral Maximilian Njegovan
- Stellvertreter: Kontreadmiral Napoleon Louis Edler von Wawel
- 1. Abteilung

Vorstand: Oberster Schiffbauingenieur Franz Pitzinger
- 2. Abteilung

Vorstand: Oberster Maschinenbauingenieur Anton Tonsa
- 3. Abteilung Gruppe A

Vorstand: Linienschiffskapitän Ludwig von Camerloher
- 3. Abteilung Gruppe B

Vorstand: Oberster Marineartillerieingenieur Eduard Seidler
- 4. Abteilung

Vorstand: Korvettenkapitän Karl Hirsch
- 5. Abteilung

Vorstand: Fregattenkapitän Artur Primavesi
- 6. Abteilung

Vorstand: Oberster Elektroingenieur Moritz Rammetsteiner
- 7. Abteilung

Vorstand: Fregattenkapitän Otto Herrmann
- 8. Abteilung:

Korvettenkapitän Karl Reichenbach

### Marineevidenzbureau zu Pola
- Vorstand: Linienschiffskapitän Peter Ritter Gisbeck von Gleichenheim

### Marinetechnische Kontrollkommission zu Pola
- Präses: Linienschiffskapitän Emil Conte Smecchia

### Marinesuperiorat
- Marinesuperior: Anton Jackl

## Andere Dienststellen im Inland
Die folgenden Strukturdaten beziehen sich auf den Stand vom Sommer 1914 unmittelbar vor Beginn des Ersten Weltkriegs.

### Seebezirkskommando zuTriest
- Kommandant: Kontreadmiral Alfred Freiherr von Koudelka

Personaladjutant: Fregattenleutnant Robert Fischer
Militär-Abteilung
Vorstand: Fregattenkapitän Heinrich Freiherr Pergler von Perglas
Technische Abteilung
Vorstand: Fregattenkapitän Egon Graf Mels-Colloredo
Rechnungsabteilung
Vorstand: Marine-Oberkommissär 2. Klasse Albrecht Paugger

### Seetransportleitung zu Triest
- Vorstand: Fregattenkapitän Otto Brosch

### Marineakademie zuFiume
- Kommandant: Kontreadmiral Richard Ritter von Barry
- Stellvertreter: Fregattenkapitän Wilhelm Buchmayer

Adjutant: Linienschiffsleutnant Maximus Wöss

### Seebezirkskommando zuSebenico
- Kommandant: Kontreadmiral Hugo Zaccaria

Personaladjutant: unbesetzt
Militär-Abteilung
Vorstand: Korvettenkapitän Hermann Jobst
Justizabteilung
Hauptmann-Auditor Josef Kahler
Sanitätsabteilung
Marinestabsarzt Franz Hauck
Ökonomisch-administrative Abteilung
Vorstand: Marine-Oberkommissär 2. Klasse Robert Fiedler

### Marine-Detachement zuBudapest
- Kommandant: Linienschiffsleutnant Tibor Ronay de Osgyán

### Verteidigungsbezirkskommando zuCastelnuovo
- Kommandant: Linienschiffskapitän Egon Klein

### Kriegsmarine-Ergänzungsbezirkskommandos
- Triest: Korvettenkapitän Maximilian Schmidt
- Sebenico: Korvettenkapitän Stephan Schanzer
- Fiume: Korvettenkapitän Hugo Descovich

### Platzkommandos
- Sebenico: vakant
- Spalato: Linienschiffsleutnant Georg Demeter

## Dienststellen im Ausland
Die folgenden Strukturdaten beziehen sich auf den Stand vom Sommer 1914 unmittelbar vor Beginn des Ersten Weltkriegs.

### Marinedetachement inPeking
- Kommandant: Linienschiffsleutnant Hermann Topil

### Marinedetachement inTientsin
- Kommandant: Linienschiffsleutnant Wladimir von Mariašević

## Nachweise und Anmerkungen
- Marinesektion, ehem., in Felix Czeike: Historisches Lexikon Wien, Band 4, Kremayr & Scheriau, Wien 1995, ISBN 3-218-00546-9, S. 183

1. ↑  Ministerium der Marine in Lehmanns Wiener Adressbuch, Ausgabe 1865
2. ↑  Heinrich Bayer von Bayersburg: Österreichs Admirale. Bergland Verlag, 1962, Band 1, S. 25. Lawrence Sondhaus: The naval policy of Austria-Hungary, 1867–1918. Navalism, industrial development, and the politics of dualism. Purdue University Press, 1994, ISBN 1-55753-034-3, S. 385; Walter Wagner: Die obersten Behörden der k. und k. Kriegsmarine 1856–1918. (=Mitteilungen des Österreichischen Staatsarchivs, Band 6) Berger, Wien 1961, S. 138.
3. ↑  Generalregister zu den stenographischen Protokolle der (österreichischen) Delegation, 1868–1904, Personenregister, Abschnitt 1: Minister, k.k. Hof- und Staatsdruckerei, Wien 1906
4. ↑  Amtliche Tageszeitung Wiener Zeitung, 2. März 1918, S. 1
5. ↑  Personaleinteilung
6. ↑  Presseabteilung
7. ↑  Geschwader
8. ↑  Verbesserungen
9. ↑  Erstellung
10. ↑  Druckfehler in der Quelle

Koordinaten: 48° 12′ 28,6″ N, 16° 23′ 3″ O